# Photonectes munificus
Photonectes munificus is een straalvinnige vissensoort uit de familie van Stomiidae. De wetenschappelijke naam van de soort is voor het eerst geldig gepubliceerd in 1968 door Gibbs.